# Жан Баратт
Жан Баратт (фр. Jean Baratte, 7 червня 1923, Ламберсар — 1 липня 1986, Фомон) — французький футболіст, що грав на позиції нападника. По завершенні ігрової кар'єри — тренер.
Виступав, зокрема, за клуб «Лілль», а також національну збірну Франції.
Чемпіон Франції. Чотириразовий володар Кубка Франції.

## Клубна кар'єра
У дорослому футболі дебютував 1941 року виступами за команду «Олімпік» (Лілль), у якій провів два сезони. 
Протягом 1943—1944 років захищав кольори клубу «ЕФ Лілль-Фландр».
Своєю грою за останню команду привернув увагу представників тренерського штабу клубу «Лілль», до складу якого приєднався 1944 року. Відіграв за команду з Лілля наступні дев'ять сезонів своєї ігрової кар'єри. Більшість часу, проведеного у складі «Лілля», був основним гравцем атакувальної ланки команди. У складі «Лілля» був одним з головних бомбардирів команди, маючи середню результативність на рівні 0,64 гола за гру першості.
Згодом з 1954 по 1956 рік грав у складі команд «Екс» та «Рубе».
Завершив ігрову кар'єру у команді «Лілль», у складі якої вже виступав раніше. Повернувся до неї 1956 року, захищав її кольори до припинення виступів на професійному рівні у 1957 році.

## Виступи за збірну
У 1944 році дебютував в офіційних матчах у складі національної збірної Франції.
Загалом протягом кар'єри в національній команді, яка тривала 9 років, провів у її формі 32 матчі, забивши 19 голів.

## Кар'єра тренера
Розпочав тренерську кар'єру, ще продовжуючи грати на полі, 1955 року, очоливши тренерський штаб клубу «Рубе».
У 1961 році став головним тренером команди «Лілль», тренував команду з Лілля один рік.
Протягом тренерської кар'єри також очолював команду «УС Туркуен».
Останнім місцем тренерської роботи був клуб «Аррас», головним тренером команди якого Жан Баратт був з 1972 по 1973 рік.
Помер 1 липня 1986 року на 64-му році життя у місті Фомон.

## Титули і досягнення

### Командні
- Чемпіон Франції (1):

«Лілль»: 1945-1946
- Володар Кубка Франції (4):

«Лілль»: 1945-1946, 1946-1947, 1947-1948, 1952-1953

### Особисті
- Кращий бомбардир Чемпіонату Франції: 1947-1948 (31 м'яч), 1948-1949 (26 м'ячів)